# Toyota Hilux
Toyota Hilux – model terenowego samochodu dostawczego z nadwoziem typu pick-up produkowany przez koncern Toyota od 1968 roku.
Nazwa Hilux wywodzi się z określenia highly-luxurious, co po angielsku oznacza bardzo luksusowy, jednak ów luksus w pierwszej generacji można było zauważyć tylko w odniesieniu do poprzednika, czyli modelu Stout.
Początkowo oferowany głównie w Azji i Stanach Zjednoczonych, powoli rozpoczął podbój całego świata. Przyczyniła się do tego wersja z napędem na cztery koła, którą zaczęto oferować w 1979 roku. W 1975 roku zrezygnowano z nazwy Hilux na rynku północnoamerykańskim a dwadzieścia lat później model ten definitywnie z niego zniknął, zastąpiony przez model Tacoma. Jednak na wszystkich pozostałych rynkach (kontynentach) jest on dostępny do dziś.

## Pierwsza generacja
Pierwszy model Hiluxa był następcą modelu Stout z roku 1964 i pojawił się w 1968 roku. Był to mały, tylnonapędowy pick-up z pojedynczą kabiną. Przednia część z podwójnymi reflektorami ozdobiona była poziomym chromowanym pasem na wzór Chevroletów pick-up z początku lat sześćdziesiątych. Kabina wyposażona była w pojedynczą kanapę. Tylny most zawieszono na resorach piórowych, za to przednie zawieszenie było niezależne.
Do napędu użyto silników:
- 1968-1971 - 1.5 L (1490 cc) 2R I4
- 1971-1972 - 1.6 L (1587 cc) 12R I4
- 1969 – R4 1,9 l (1897 cm³) 3R, 85 KM
- 1970–1971 - R4 1,9 l (1858 cm³) 8R SOHC, 97 KM
- 1972 – R4 2,0 l (1968 cm³) 18R SOHC, 108 KM

## Druga generacja
Toyota Hilux II to nieco przeprojektowana pierwsza generacja auta. W 1975 roku auto przeszło facelifting. Auto dostępne było po raz pierwszy w wersji z krótką lub długą przestrzenią ładunkową.
Silniki:
- 1972-1978 - 1.6 L (1587 cc) 12R I4 [1]
- 1974-1978 - 2.0 L (1968 cc) 18R I4 [1]
- 1973-1974 - 2.0 L (1968 cc) 18R SOHC I4, 108 KM (81 kW)
- 1975-1978 - 2.2 L (2189 cc) 20R SOHC I4, 96 KM (72 kW)

## Trzecia generacja
Toyota Hilux III to pierwsza generacja auta z napędem na obie osie. Po raz pierwszy zaoferowany w wersji z dłuższą kabiną.
Silniki:
- 1978-1980-2.2 L (2189 cc) 20R SOHC I4, 90 KM (67 kW) przy 4800 rpm i 122 ft · lbf (165 Nm) moment obrotowy przy 2400 obr.
- 1981-1983-2.4 L (2366 cc) 22R SOHC I4, 96 KM (72 kW) przy 4800 rpm i 129 ft · lbf (175 Nm) momentu obrotowego przy 2800 rpm.
- 1981-1983-2.2 L Diesel I4, 62 KM (46 kW) przy 4200 rpm i 93 ft · lbf (126 Nm) moment obrotowy (SR5 długie łóżko tylko).
- 1981-1983-1.8 L preflow 4 biegowa manualna (Australia)

## Czwarta generacja
Toyota Hilux IV to nowa konstrukcja auta, w której zmieniono m.in. nadwozie. Do nadwozi z krótszą i dłuższą kabiną pasażerką doszła wersją przedłużona pod nazwą "X-tra Cab".
Silniki:
- 1984–1988 – R4 2,4 l (2366 cm³) 22R SOHC, 96 KM
- 1984–1986 – R4 2,2 l 2L diesel R4, 62 KM
- 1985–1988 – R4 2,4 l (2366 cm³) 22R-E SOHC, 105 KM
- 1985–1987 – R4 2,4 l (2366 cm³) 22R-TE SOHC turbo, 135 KM
- 1988–1988 – V6 3,0 l (2958 cm³) 3VZ-E SOHC, 150 KM

## Piąta generacja
Ta wersja Hiluxa pojawiła się na całym świecie z jednakowym nadwoziem (pod względem konstrukcji i wyglądu), jednak wersja amerykańska różniła się nieco pod względem technicznym. Podstawową różnicą było zastosowanie w niej niezależnego przedniego zawieszenia, podczas gdy pozostałe wersje nadal miały sztywny most na resorach piórowych.
Silniki:
- R4 2,0 l (1998 cm³) 3Y-E SOHC, 97 KM
- R4 2,4 l (2366 cm³) 22R-E SOHC, 105 KM – 114 KM
- R4 2,4 l (2446 cm³) 2L-T diesel SOHC, 72 KM – 90 KM
- R4 2,8 l (2779 cm³) 3L diesel SOHC, 91 KM
- V6 3,0 l (2958 cm³) 3VZ-E SOHC, 143 KM – 150 KM

Model ten stał się rozpoznawalny w Europie dzięki dużej popularności, jaką zdobył model 4Runner (1990-1997) bazujący na jego podwoziu. Tym razem nadwozie 4Runnera było 5-drzwiowe o miłej dla oka stylistyce.
Następcą Hiluxa w Ameryce Północnej została Toyota Tacoma już w 1995 roku. Na pozostałych rynkach tę generację sprzedawano do 1997 roku.

## Szósta generacja
W 1998 roku pojawiła się nowa generacja ze stylistyką nadwozia podobną do poprzednika ale zupełnie nową. Rama nie była do końca nowa, jednak podstawową nowością (poza Północną Ameryką) było zastosowanie niezależnego przedniego zawieszenia. Wielu "off-roaderów" może nie rozumieć tej decyzji, czyniącej z tej generacji Hiluxa samochód bardziej dostawczy niż terenowy, lecz właśnie to  na niej zaważyło. Na najważniejszych rynkach dla pick-upów, takich jak USA, Tajlandia czy Australia sporą część sprzedaży stanowią modele tylnonapędowe, kupowane jako auta dostawcze a klienci zwracają uwagę na komfort podróży. Pod tym względem Toyota przegrywała z konkurencją, co przełożyło się na wyniki sprzedaży i utratę pozycji lidera na rzecz Isuzu (w Azji).
Na rok modelowy 2002 model przeszedł facelifting, który dotyczył głównie pasa przedniego i wnętrza.
Hilux '98 wbrew pozorom nie miał nic wspólnego z oferowaną w Ameryce Północnej Tacomą, poza silnikami.
Silniki:
- R4 2,0 l (1998 cm³) 1RZ-E SOHC, 110 KM
- R4 2,4 l (2366 cm³) 22R-E SOHC, 105 KM – 114 KM
- R4 2,4 l (2446 cm³) 2L-T diesel SOHC, 72 KM – 90 KM
- R4 2,7 l (2694 cm³) 3RZ-FE DOHC, 146 KM
- R4 3,0 l (2986 cm³) 5L-E diesel SOHC, 96 KM
- R4 3,0 l (2982 cm³) 1KZ-TE TD SOHC, 115 KM
- V6 3,4 l (3378 cm³) 5VZ-FE DOHC, 190 KM

Na bazie tej gen. Hiluxa powstał terenowy model SportRider, produkowany w fabryce Toyoty w Tajlandii. W 2003 roku zadebiutował on na niektórych rynkach jako Hilux Surf/4Runner. W Europie nie był sprzedawany, gdyż w tej klasie Toyota oferowała modele Land Cruiser serii J90 (1996–2002) i Land Cruiser serii J120 debiutujący w 2002 roku.

## Siódma generacja

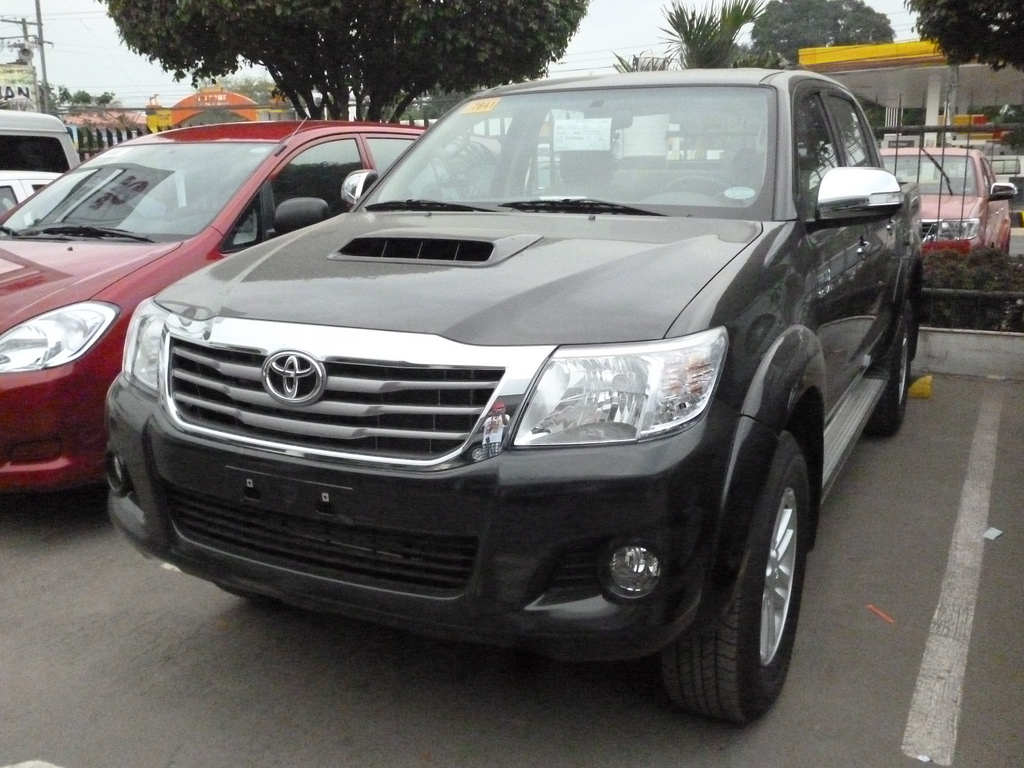
Toyota Hilux VII po liftingu

Toyotę Hilux VII zaprezentowano pod koniec 2005 roku. W stosunku do poprzednika stał się większy i obszerniejszy w środku. Standardowo zaoferowano kabiny pojedynczą, powiększoną i podwójną, z zawieszeniem standardowym lub podwyższonym, z napędem tylnym lub na cztery koła. Wybór silników zależy od rynku, jednak wszystkie możliwe jednostki oferuje się tylko w Południowej Afryce. W Europie Hilux oferowany jest z silnikiem 2.5 D-4D o mocy 120 lub 3.0 D-4D o mocy 170 KM.
W 2013 roku producent zaoferował wersję o nazwie Invincible. Według producenta ma to być bardziej ekskluzywna wersja modelu Hilux. Nadwozie otrzymało liczne dodatki, takie jak chromowane wstawki, srebrną płytę pod zderzakiem z przodu oraz kilka plakietek okolicznościowych. Samochód wyposażono także w sportowe skórzane fotele, kilka srebrnych dodatków we wnętrzu, chromowane orurowanie oraz nowe felgi aluminiowe w rozmiarze 17-cali.
Silniki (ważniejsze rynki, na których oferuje się dany silnik):
- R4 2,0 l VVT-i DOHC 136 KM (RPA)
- R4 2,5 l (2494 cm³) D-4D 2KD-FTV TD DOHC, 120 KM (Ameryka Południowa, Azja, Europa, RPA)
- R4 2,5 l (2494 cm³) D-4D TD DOHC, 144 KM
- R4 2,7 l (2694 cm³) VVT-i 2TR-FE DOHC, 164 KM (Australia, RPA)
- R4 3,0 l (2982 cm³) D-4D 1KD-FTV TD DOHC, 163 KM (Ameryka Południowa, Azja, Europa, RPA)
- R4 3,0 l (2982 cm³) D-4D TD DOHC 171 KM
- V6 4,0 l (3956 cm³) VVT-i 1GR-FE DOHC, 238 KM - 245 KM (Australia, RPA)

Wersje:
- DL
- DLX
- SR
- SR5

## Ósma generacja
Toyota Hilux 8. generacji zadebiutowała w 2015 roku. Samochód stał się o 75 mm dłuższy i 20 mm szerszy od poprzednika, a przy tym jest o 45 mm niższy. Wzrosła również wielkość skrzyni ładunkowej, której maksymalna szerokość osiągnęła wartość 1645 mm. Auto jest dostępne w wersjach: 2-miejscowej Single Cab, 4-miejscowej wersji Extra Cab oraz 5-miejscowej Double Cab. Samochód otrzymał nowy, 4-cylindrowy silnik wysokoprężny DOHC z 16 zaworami. Motor wyposażono w turbosprężarkę o zmiennej geometrii łopatek z intercoolerem. Jednostka wytwarza moc 150 KM przy 3400 obr./min. i maksymalny moment obrotowy na poziomie 400 Nm, który jest dostępny w przedziale 1600–2000 obr./min.

### Wersja pokazowa Toyota Hilux Invincible 50
Na Salonie Samochodowym w Genewie 2017, z okazji zbliżającej się 50. rocznicy wprowadzenia modelu do produkcji, zaprezentowano Hiluxa w specjalnej, pokazowej wersji Invincible 50. Auto ma m.in. orurowanie i nadkola w kolorze czarnym, 18-calowe felgi, plastikową matę na podłodze skrzyni ładunkowej i listwy ochronne na progach, stworzone z myślą o tej odmianie.

### Toyota Hilux Hilly
W 2018 roku Toyota razem z firmą tuningową Carlex Design opracowała limitowaną do 500 egzemplarzy wersję pickupa - Toyota Hilux Hilly. Samochód otrzymał 13-elementowy pakiet do tuningu nadwozia z nowymi zderzakami, nakładkami i poszerzeniami. W środku znalazły się wstawki z czerwonej skóry i nowa kierownica. Auto ma także opony BFGoodrich All Terrain 265/60 R18, dodatkowe oświetlenie dachowe, podnoszone zawieszenie Pedders i system generujący sportowy dźwięk układu wydechowego V8. Samochód jest dostępny w dwóch kolorach - białym i czarnym, a w każdym z nich nadwozie ozdabia dodatkowa grafika.

### Toyota Hilux Dakar 2019
W 2019 roku z okazji zwycięstwa w Rajdzie Dakar Toyota wprowadziła na rynek model Hilux w limitowanej wersji Dakar 2019. Samochód jest dostępny w dwóch wersjach kolorystycznych - białej i pomarańczowej, ma dodatkowe oklejenie, zmieniony grill i przedni zderzak, zamykaną klapę przestrzeni bagażowej w kolorze nadwozia, a także czarne, 18-calowe felgi oraz wnętrze wykończone w tym samym kolorze.

### Face lifting
W połowie 2020 roku samochód przeszedł face lifting. Zmodernizowano m.in. resory i amortyzatory, atrapę chłodnicy, zmieniono także kształt i wypełnienie lamp, Zmiany objęły także układ kierowniczy, nowe kolory lakieru, oraz nowy system działającego jak mechanizm różnicowy o ograniczonym poślizgu. We wnętrzu zmieniono zegary, oraz wprowadzono nowy system multimedialny z ekranem o przekątnej 8 cali. Pod maską może się od teraz znaleźć także nowy topowy silnik diesla o pojemności 2,8l i mocy 204 KM. Wprowadzono również nową, topową wersję wyposażenia o nazwie "Invincible".